# Bettina Soriat
Bettina Soriat (nacida el 16 de marzo de 1967 en Linz) es una cantante, bailarina, actriz, comediante y coreógrafa austriaca. 

## Carrera
Su salto a la fama fue cuando lanzó el sencillo "Always Gonna Be Around You" (1990) formando parte del grupo femenino Three Girl Madhouse. Además, ella ha aparecido en varios musicales en Viena, como Robin Hood (1991), Rocky Horror Picture Show (1993), Sweet Charity (1994), Grease (1995), Blondel (1996), entre otros. Fue miembro del grupo Kim-Duddy-TV-Ballet y apareció en programas como Willkommen in Club (1991), Nix is fix (1993/94), Die Peter Alexander Show (1995), entre otros.

## Eurovisión 1997
En 1997, ella representó a Austria en el Festival de Eurovisión con la canción "One Step". La canción sólo alcanzó el 21° puesto con 12 puntos. Pese a que el título de la canción está en inglés, la letra de la misma se encuentra en alemán.
Previo a su paso por el festival, Bettina formó parte del coro de George Nussbaumer en 1996.

## Vida personal
Ella estaba casada con Michael Niavarani con quien tiene una hija.